# ノヴォロシースク
ノヴォロシースク（ロシア語: Новороссийск ナヴァラスィーイスク）は、ロシア連邦南部の都市で、クラスノダール地方にある黒海沿岸の主要港である。人口は約26万人（2021年）。ソビエト連邦の時代に英雄都市の称号を授けられた数少ない都市の一つである。名称は「新ロシアの町」という意味。

## 歴史

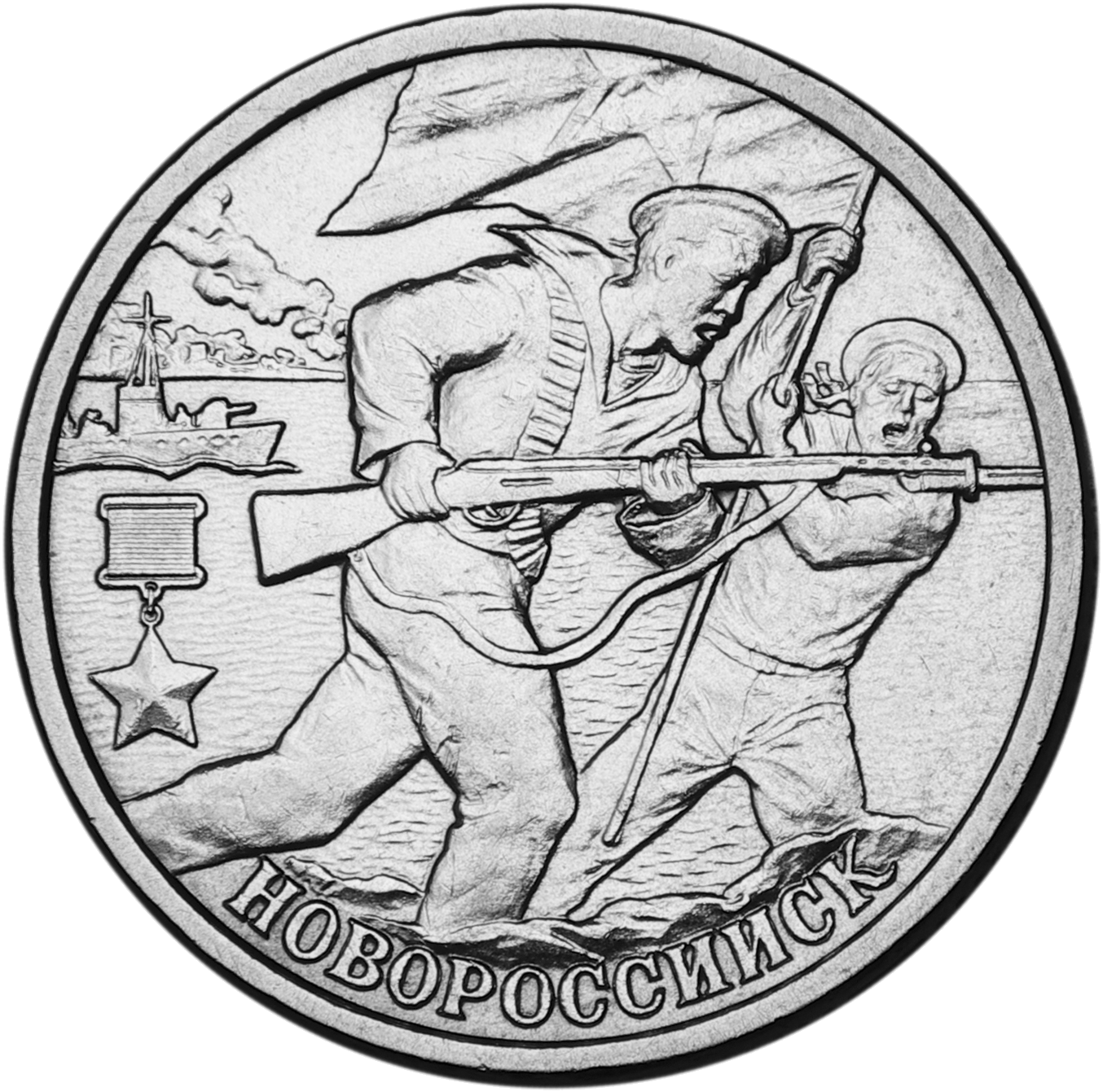
英雄都市ノヴォロシースクに捧げられた2ルーブルコイン

古くはギリシャ人の植民地があったことが確認されており、交易の拠点として農産物の積出し港が整備された。地中海・黒海交易路の最も東に位置するという地政学的重要性から、この都市の支配国は目まぐるしく変化した。ローマ帝国、モンゴル帝国、オスマン帝国、ロシア帝国が主な例である。
1838年に黒海艦隊の東部基地が建設され、1722年以来その地を支配してきたトルコの要塞Sujuk-QaleすなわちSoğucakに取って代わった。1918年8月26日からデニーキン将軍の白軍の重要拠点となったが、1920年3月27日にピョートル・ヴラーンゲリ将軍の指揮によって白軍はクリミアへ撤収した。1942年には、この町はドイツ軍によって占領されたが、1943年9月16日に赤軍によって解放されるまで、ソビエト水兵の小部隊が225日にわたって町の一部を死守した。のちに海軍総司令官となるセルゲイ・ゴルシコフの指揮の下、ソビエト水兵が英雄的な防衛を行い、市の湾入部を保持し続けた。そのためドイツ軍は、補給のために港を使用することができなかった。このことから、ノヴォロシースクは1973年に英雄都市の称号を授与された。
2007年以降、黒海艦隊の新しい母港の建設が進められている（従来の母港はクリミア半島先端のセヴァストポリにあるが、この地域はウクライナ領で、ロシアはウクライナに港の使用料を払っていた）。しかし、2014年のロシアによるクリミアの併合によりセヴァストポリが事実上のロシア領となったため、新母港の先行きは不透明となっている。
2022年ロシアのウクライナ侵攻の開始時点では、前線より離れた位置にあり特筆すべき事はなかったが、同年8月にセヴァストポリが攻撃を受けると一転、ノヴォロシースク基地に多数の潜水艦が移動するなど軍事行動を担う都市となった。同年11月22日、ウクライナのメディアはノヴォロシースク市内の石油ターミナルに攻撃が加えられたと報じた。また、2023年8月には、港内で大型揚陸艦オレネゴールスキイ・ゴルニャークが無人機の攻撃を受ける映像がウクライナ側から公開された。

## 経済
ノヴォロシースクは、ロシアの主要な農産物輸出港である。凍ることのないツェメス湾に位置する。ノヴォロシースク港は、アジア、中東、アフリカ、地中海、南アメリカといった地域と結ばれている。
産業都市でもあり、鋼鉄、食品そして金属製品その他の製造業が盛んである。この都市周辺には、多くの石灰岩の採石場があり、その結果、重要なセメント工場が立地している。このため「セメントバレー」と呼ばれることがある。また、バクー油田とバクー・ノヴォロシースクパイプラインで結ばれている。
ノヴォロシースク地方は、ロシアワインの産地の一つである。近辺のアブラウにあるワイン醸造所では、ロシア国内で有名な、高品質のテーブルワインやスパークリングワインが造られている。

## 教育
国立ノヴォロシースク海事大学とノヴォロシースク工科大学の所在地である。

## 交通
ノヴォロシースクは、クラスノダールやソチと鉄道や道路で連絡している。2019年に完成したクリミア大橋でクリミア半島への移動も容易になった。市内の公共交通は、バス、トロリーバス、マルシュルートカから構成されている。

## 姉妹都市
- ゲインズビル、 フロリダ州 (アメリカ合衆国)
- プリマス (イギリス)
- リヴォルノ (イタリア)
- バルパライソ (チリ)
- ヒホン (スペイン)
- ヴァルナ (ブルガリア)
- プーラ (クロアチア)